# TC Business School
TC Business School (TCBS) je česká nezávislá poradenská a vzdělávací společnost se sídlem v Praze. Založena byla roku 1992. V roce 1997 navázala spolupráci s Business School Nederland. TC Business School nabízí kompletní vzdělávání směřující k získání manažerského titulu MBA  i individuální semináře a školení. 

## Historie společnosti a významní lektoři
Společnost byla založena v roce 1992. Od roku 1997 spolupracuje s Business School Nederland. Počínaje rokem 1998 nabízí postgraduální vzdělávání v oblasti managementu a podnikání. Nejznámější lektorkou a zároveň ředitelkou firmy je PhDr. Sláva Kubátová. Společnost dále spolupracuje s odborníky z různých oblastí, jako jsou finance nebo psychologie. V současné době se řadí dle počtu absolventů mezi poskytovateli MBA vzdělání na 2. -3. místo. )

## Vydavatelská činnost
Prostřednictvím série knih o Action Learningu (zatím vyšly 3 svazky: Vedení lidí a strategie v nejistých dobách, Rozumíte svým zákazníkům a Tajemství spolupráce v týmech přibližují lektoři své myšlenky široké manažerské veřejnosti ).

## Výuka
Semináře a výukové hodiny společnost vede metodou Action Learningu , která se zaměřuje především na praxi. Studenti se vzdělávají především řešením reálných problémů, se kterými se na své pozici setkávají. Základem je akce, tj. získání nových zkušeností. Důkazem osvojení nové dovednosti je schopnost aplikovat získanou zkušenost ve své každodenní praxi.